# Nereis grayi
Nereis grayi är en ringmaskart som beskrevs av Pettibone 1956. Nereis grayi ingår i släktet Nereis och familjen Nereididae. Inga underarter finns listade i Catalogue of Life.